# Thio (voorvoegsel)
De aanduiding thio- wordt altijd als voorvoegsel in combinatie gebruikt met de naam van een chemische verbinding waarin zwavel voorkomt als vervanging van zuurstof. Bekende voorbeelden van het gebruik van thio- als voorvoegsel zijn:
- Thiosulfaat, S2O32−, het sulfaation waarin een van de zuurstofatomen door zwavel vervangen is. De verbinding is in de fotografie gekend als fixeerzout, in de analytische chemie bekend als titrant in de jodometrie.
- Thiocyanaat, SCN−, in de analytische chemie bekend als reagens op ijzer(III)ionen
- Thioureum, ureum waarin het zuurstofatoom door zwavel vervangen is.
- Thioketal
- Thioketon
- Thio-aldehyde (thial)
- Thio-acetaal